# Коронавірусна хвороба 2019 у Парагваї
Спалах коронавірусної хвороби 2019 у Парагваї — це поширення пандемії коронавірусної хвороби 2019 на територію Парагваю. Перший випадок у країні зареєстрований у департаменті Сентрал, населеному пункті Сан-Лоренсо, у 32-річного громадянина Еквадору з Гуаякіля.
Уряд Парагваю 10 березня своїм декретом № 3442/2020 скасував усі заняття в навчальних закладах, усі групові, масові та приватні заходи, для зупинення поширення коронавірусної хвороби Пізніше запроваджені також інші превентивні заходи, зокрема обмеження торгівлі та транспортного сполучення, призупинення авіасполучення, закриття кордонів, обмеження в'їзду іноземних громадян до країни, запровадження комендантської години, та посилення контролю за дотриманням введених заходів.
20 березня в країні підтверджено перший смертельний випадок, а також перший випадок місцевої передачі вірусу. Уряд оголосив у країні загальний карантин до 3 травня, у країні введені жорсткі обмеження на пересування громадян та транспортне сполучення. Пересування населення обмежено лише до купівлі їжі, ліків та предметів першої необхідності.
З 4 травня у Парагваї запроваджено так званий «розумний» карантин, з поступовим поверненням населення до роботи та соціальної активності із дотриманням соціального дистанціювання та гігієнічних заходів. Проте уряд країни вирішив продовжити закриття кордонів, запровадити дистанційну освіту в навчальних закладах, та нічну комендантську годину на невизначений час.
Після 5 жовтня 2020 року країна перейшла до нової фази, відомої як «спосіб життя з Covid», послаблюючи обмеження на більшість видів діяльності, зберігаючи підвищену увагу до санітарних заходів, доки не буде знайдено вакцину чи ліки. Було відкрито кордони країни та відновлено деякі міжнародні рейси. Також окремі винятки з правил могли встановлюватися регіональними зонами або певним економічним сектором, якщо цього вимагали обставини. Онлайн-навчання та нічна комендантська година все ще діяли на невизначений термін.
У всіх регіонах Парагваю зареєстровано COVID-19, і жоден регіон не був вільний від цієї хвороби. Уряд вимагав дотримання маскового режиму, що допомогло зупинити поширення вірусу.
18 лютого 2021 року Парагвай отримав перші дози вакцини від COVID-19 — 4000 доз вакцини «Спутник V». 22 лютого 2021 року в Парагваї розпочалася вакцинальна кампанія, зосереджена найперше на вакцинації медичних працівників, які беруть безпосередню участь у боротьбі з епідемією та мали вищий ризик зараження коронавірусом.
Станом на лютий 2022 року уряд скасував усі обмеження, єдиною рекомендацією залишилось носити маску для обличчя в закритих приміщеннях. У деяких випадках також потрібне підтвердження щеплення.

## Хронологія

### Березень 2020 року
7 березня підтверджений перший випадок хвороби в країні в Асунсьйоні, перший випадок зареєстровано в 32-річного чоловіка, який прибув з еквадорського міста Гуаякіль.
10 березня у Парагваї призупинено заняття в державних навчальних закладах, а також громадські та приватні заходи за участю великої кількості осіб, терміном на 15 діб.
13 березня Парагвай призупинив авіасполучення з країнами Європи.
15 березня Парагвай частково закрив кордони країни, обмежив кількість осіб на громадських та особистих заходах, та запровадив нічну комендантську годину.
20 березня у Парагваї підтверджено першу смерть в країні від коронавірусної хвороби, після чого у країні продовжено раніше оголошений карантин до 12 квітня, та рекомендовано запровадження політики соціальної ізоляції (повного локдауну). Пересування окремих осіб обмежується придбанням продуктів харчування, ліків та інших предметів першої необхідності.

### Квітень 2020 року
8 квітня загальнонаціональний карантин продовжений до 19 квітня.
17 квітня загальнонаціональний карантин продовжений до 26 квітня.
20 квітня вперше за 29 днів не виявлено нових хворих.
24 квітня загальнонаціональний карантин (локдаун) продовжено до 3 травня. З 4 травня в Парагваї запроваджується так званий «розумний» карантин з поступовим поверненням до роботи та громадської діяльності із соціальними дистанційними та гігієнічними заходами. Проте уряд країни продовжив заборону на перетин кордонів країни, та продовжив дистанційне навчання в навчальних закладах до грудня.

### Травень 2020 року
4 травня в країні розпочалася І фаза «розумного» карантину.
25 травня в країні розпочалася II фаза «розумного» карантину.

### Червень 2020 року
9 червня парагвайський уряд оголосив про повну ізоляцію міста Сан-Роке-Гонсалес-де-Санта-Крус на 15 днів, починаючи з 9 червня, в місті запроваджується повний локдаун.
15 червня в країні розпочинається фаза 3 «розумного карантину», за винятком департаментів Парагуарі та Консепсьйон, які залишаться у фазі 2, при цьому місцевий уряд повинен контролювати пересування людей у основних точках доїзду до цих департаментів протягом 14 днів.
25 червня фаза 3 «розумного карантину» продовжується до 19 липня, місто Сан-Роке-Гонсалес-де-Санта-Крус повертається до фази 2.
27 червня в країні вперше перевищено кількість випадків з внутрішньою передачею вірусу над завезеними випадками, кількість випадків із внутрішньою передачею складала 56 % від загальної кількості випадків хвороби в країні.

### Липень 2020 року
13 липня департаменти Парагуарі та Консепсьйон розпочинають перехід до 3 етапу «розумного карантину».
17 липня в Парагваї переступили поріг у 100 тисяч тестувань на коронавірус.
20 липня розпочинається 4 етап «розумного карантину», за винятком Асунсьйона, Центрального департаменту та департаменту Альто-Парана.
29 липня у зв'язку зі значним збільшенням нових випадків коронавірусної хвороби цього дня на два тижні запроваджено локдаун в департаменті Альто-Парана, з деякими дозволами на роботу фази 1 та дозволом на роботу закладів торгівлі, що можуть працювати з 5:00 до 17:00.

### Серпень 2020 року
8 серпня 3 етап розумного карантину продовжено до 30 серпня в Асунсьйоні та Центральному департаменті.
14 серпня продовжений суворий карантин у департаменті Альто-Парана до 23 серпня.
15 серпня на решті території країни продовжено 4 етап розумного карантину.
23 серпня в Асунсьйоні та Центральному департаменті вводиться соціальний карантин (фаза 3 з більшими обмеженнями, особливо в соціальній сфері). Суворий карантин продовжений до 6 вересня у департаменті Альто-Парана з деякими послабленнями.
30 серпня 4 фаза розумного карантину продовжена до 6 вересня на решті території країни. Департамент Бокерон і місто Кармело-Перальта (в департаменті Альто-Парагвай) повертаються до фази 3.

### Вересень 2020 року
3 вересня карантин продовжено до 20 вересня.
20 вересня карантин продовжено до 4 жовтня.

### Жовтень 2020 року
5 жовтня розпочинається «карантин з новою нормальністю».

### Травень 2021 року
Міністр закордонних справ Мексики Марсело Ебрард повідомив 12 травня, що Мексика передасть Парагваю, Белізу та Болівії 400 тисяч доз вакцини Oxford–AstraZeneca проти COVID-19.

### Січень 2022 року
Іноземці віком від 18 років, які не проживають у Парагваї, мали надати повну довідку про щеплення для в'їзду в країну.

## Урядові заходи

### Початкові заходи
10 березня 2020 року уряд Парагваю призупинив заняття в навчальних закладах, а також усі масові заходи, як громадські, так і приватні, з метою запобігання поширення коронавірусної хвороби відповідно до указу президента №. 3442/2020. Надалі введено в дію інші заходи щодо запобігання поширення хвороби, зокрема обмеження торгівлі та руху, призупинення авіасполучення, закриття кордонів, обмеження в'їзду іноземців, комендантська година та посилення контролю для забезпечення дотримання заходів.

### Загальнонаціональний карантин
20 березня 2020 року підтверджено першу смерть від коронавірусної хвороби в країні та перший випадок місцевої передачі вірусу. Уряд оголосив повний карантин (локдаун) до 3 травня, при цьому пересування більшості громадян було суттєво обмежено. Пересування громадян обмежено купівлею їжі, ліків та інших предметів першої необхідності.
Місто Сан-Роке-Гонсалес-де-Сантакруз (департамент Парагуарі) повернулося до жорсткого карантину з 9 по 24 червня у зв'язку з неконтрольованим збільшенням кількості випадків хвороби.

### Послаблення обмежень: розумний карантин
Парагвай запровадив з 4 травня так званий «розумний карантин», з поступовим поверненням до роботи та громадської діяльності із соціальним дистанціюванням та гігієнічними заходами у 4 етапи. Проте уряд вирішив продовжувати закриття кордони, проводити дистанційні навчання, та продовжив нічну комендантську годину на невизначений період.

### Повернення частини карантинних обмежень
У зв'язку зі збільшенням кількості випадків хвороби департамент Альто-Парана повернувся до суворого карантину 29 липня на три тижні, з деякими дозволами фази 1 та торгівлі, дозволеними з 5:00 до 17:00 (так звана фаза 0,5). 24 серпня в департаменті Альто-Парана суворий карантин продовжений до 20 вересня, з деякими послабленнями, зокрема, торгівельні заклади працюють до 20:00. З 21 вересня цей департамент переходить на суспільний карантин.
23 серпня в Асунсьйоні та Центральному департаменті вступає у силу соціальний карантин (фаза 3 з більшими обмеженнями, особливо в соціальній сфері, наприклад, комендантська година з 20:00 до 5:00, заборона продажу алкоголю вночі, заборона виїзду з населених пунктів на далекі відстані, яка не діє у вихідні, заборона індивідуальних занять спортом).
31 серпня департамент Бокерон та місто Кармело-Перальта в департаменті Альто-Парагвай повернулися до фази 3.
13 вересня департамент Каагуасу та департамент Консепсьйон перейшли на громадський карантин.

### Нова нормальність
2 жовтня міністр охорони здоров'я Парагваю повідомив, що всі етапи «розумного» карантину в країні завершені, і тепер країні необхідно перейти до буцімто нової норми, відомої як «спокійний спосіб життя», завдяки виходу на плато кривої нових випадків інфікування коронавірусом. За необхідністю винятки з цих нових правил можуть бути застосовані як до окремих місцевостей, так і до окремих секторів економіки, як зазначено в цьому повідомленні.
З 5 жовтня рух між департаментами буде дозволено без обмежень, а безперешкодний рух в населених пунктах щодня з 05:00 до 00:00. Дозволено функціонування готелів, та проведення соціальних і культурних заходів за участю не більш як 50 осіб.
З 15 жовтня відкрито кордони з Бразилією. З 21 жовтня відновлюється авіаперевезення комерційними рейсами. Пасажири, які прибувають до країни більше ніж на 7 днів, повинні дотримуватися обов'язкового карантину.
Наприкінці жовтня кількість підтверджених випадків COVID-19 знизилася з понад 5 тисяч випадків на тиждень під час піку (плато) до нижче 3 тисяч випадків на тиждень. Однак після місяця безперервного зниження, ближче до кінця листопада та початку грудня, кількість випадків знову зросла, досягнувши піку середньої кількості випадків ще раз між вереснем і жовтнем, що призвело до того, що уряд знову застосував деякі обмеження. Як заявив директор з нагляду за охороною здоров'я, пандемія в Парагваї все ще перебуває на «плато» і, найімовірніше, вона триватиме так до кінця 2020 року і навіть на початку 2021 року.

### Початок вакцинації та друга хвиля епідемії
Наприкінці лютого 2021 року спостерігалося зростання кривої зараження після плато в кілька місяців, що перевищувало в середньому тисячу щоденних заражень в результаті проведення таємних соціальних заходів, і туристів, які подорожували всередині та за межами країни, особливо до Бразилії. Це значне зростання кількості хворих спричинило нове перевантаження системи охорони здоров'я, аж до того, що екстрені операції довелося призупинити, а лікарі повинні були вибрати, хто з більшою ймовірністю виживе, щоб зайняти ліжко у відділенні інтенсивної терапії. У цей час не вистачало ліжок, матеріалів, ліків, а також були затримки з придбанням вакцин проти COVID-19, що призвело до масових протестів і заворушень по всій країні, відомих як «Парагвайський березень 2021 року», які закінчилися відставкою та усунення кількох міністрів, у тому числі міністра охорони здоров'я Хуліо Маццолені.
18 лютого 2021 року до Парагваю надійшли перші вакцини проти COVID-19, які були представлені 4 тисячами доз вакцини «Спутник V». Теоретично вони мали вводитися медичним працівникам. Вакцинацію розпочали 22 лютого 2021 року в головних лікувальних закладах країни. Парагвай значно відставав у вакцинації порівняно з сусідніми країнами. Пізніше Парагвай отримав від Чилі 20 тисяч доз вакцини «Коронавак», щеплення якою розпочато 10 березня. 12 листопада 2021 року Індія надіслала до Парагваю 400 000 доз індійської вакцини Коваксин, схваленої ВООЗ.

## Притулки для реемігрантів
З кінця березня 2020 року уряд адаптував існуючу інфраструктуру військових баз, складів, поліцейських дільниць і навіть критих спортивних комплексів, створивши в них приміщення для розміщення великих груп осіб, які повертаються з-за кордону (переважно з Бразилії та сусідніх країн), включно з вагітними жінками, неповнолітніми дітьми та осіб похилого віку, які отримали назву «притулки» (ісп. albergues). Проте урядові структури не справились із прибуттям до країни великої кількості реемігрантів.
Реемігранти повинні пройти обов'язковий карантин щонайменше на 14 днів, який за потреби може бути продовжений. Окрім того, у них є альтернатива карантину в певних готелях або помешканнях (які називаються «Hotel Salud»), якщо вони можуть собі це дозволити. З початку квітня до другої половини червня більшість підтверджених випадків реєструвалися в притулках, однак наприкінці того ж місяця ситуація змінилася, причому випадки внутрішнього інфікування переважали над тими, що виявлялись у притулках.
Міністр-консультант з міжнародних справ при президентові країни повідомив, що на кінець червня понад 8 тисяч репатріантів вже пройшли через притулки (щонайменше 10 % з них мали позитивний результат тестування на коронавірус). За даними Міжінституційного координаційного центру, на кінець червня на всій території країни функціонували близько 70 притулків та 40 «Hotel Salud». Більшість із цих закладів не відповідають протоколам охорони здоров'я щодо забезпечення соціального дистанціювання та доступу до медичної допомоги. Групи до 160 людей розміщуються в кімнатах з тісно розміщеними двоярусними ліжками, а спільні приміщення не дозволяють забезпечити достатню фізичну відстань між людьми.

## Вплив на економіку
За прогнозами економіка Парагваю скоротиться у 2020 році від 2,5 до 5 % через зупинку економічної діяльності, спричинену заходами соціальної ізоляції для стримування епідемії коронавірусної хвороби. Цей прогноз суттєво відрізняється від прогнозу Центрального банку Парагваю за грудень 2019 року, в якому прогнозувалось зростання на 4,1 % за рік. Новий прогноз банку також значно відрізняється від прогнозу Міжнародного валютного фонду, який прогнозував у середині квітня скорочення парагвайської економіки на 1 %.
Уряд президента Маріо Абдо Бенітеса зазнав жорсткої критики за те, що він не підтримав громадян, які залишились без доходу під час загальнонаціонального карантину. У Парагваї 65 % громадян заробляють на життя неофіційними заробітками, та не мають доступу до соціальних виплат під час епідемії коронавірусної хвороби.

## Скасування масових заходів
Після того, як з початку епідемії коронавірусної хвороби в лексикон увійшов термін «соціальне дистанціювання», в країні було відмінено низку масових заходів. Найпомітнішими з цих заходів були:
- Концерт Чаянне, який мав відбутися 14 березня — відкладений на невизначений термін.[33]
- Концерт Karol G, який мав відбутися 14 березня — відкладений на невизначений термін.
- Концерт Soda Stereo, який мав відбутися 18 березня — відкладений на невизначений термін.
- Музичний фестиваль Asunciónico, який мав відбутися 31 березня та 7 квітня — перенесений на кінець 2020 року.[34]
- Концерт Kiss, який мав відбутися 7 травня 2020 року — відкладений на невизначений термін.